# Ḩojjatābād-e Sardī
Ḩojjatābād-e Sardī (persiska: حجت آبادسردی) är en ort i Iran.   Den ligger i provinsen Kerman, i den sydöstra delen av landet, 1 100 km sydost om huvudstaden Teheran. Ḩojjatābād-e Sardī ligger 420 meter över havet och antalet invånare är 430.
Terrängen runt Ḩojjatābād-e Sardī är platt, och sluttar söderut. Runt Ḩojjatābād-e Sardī är det glesbefolkat, med 8 invånare per kvadratkilometer. Närmaste större samhälle är Moḩammadābād-e Katagī, 13,7 km öster om Ḩojjatābād-e Sardī. Trakten runt Ḩojjatābād-e Sardī är ofruktbar med lite eller ingen växtlighet.